# Vancouver Stealth
O Vancouver Stealth é um clube profissional de box lacrosse, sediado em Langley, Vancouver, Canadá. O clube disputa a National Lacrosse League.

## História
A franquia foi fundada em 2013 até chegar em Vancouver, começou como  Albany Attack de 2000 até 2003, depois San Jose Stealth de 2004 até 2009 e mais recentemente Washington Stealth de 2010 até 2013.